# Unione dei comuni del Medio Verbano
L'Unione dei comuni del Medio Verbano è un'unione di comuni costituita dagli undici comuni di Azzio, Brenta, Caravate, Casalzuigno, Cittiglio, Cocquio-Trevisago, Cuvio, Leggiuno, Monvalle, Orino e Sangiano, in provincia di Varese.
Scopo principale dell'Unione è quello di esercitare in gestione associata per i Comuni aderenti diverse funzioni e servizi al fine di migliorare la qualità dei servizi erogati e di ottimizzare le risorse economico-finanziarie, umane e strumentali.